# Selenito

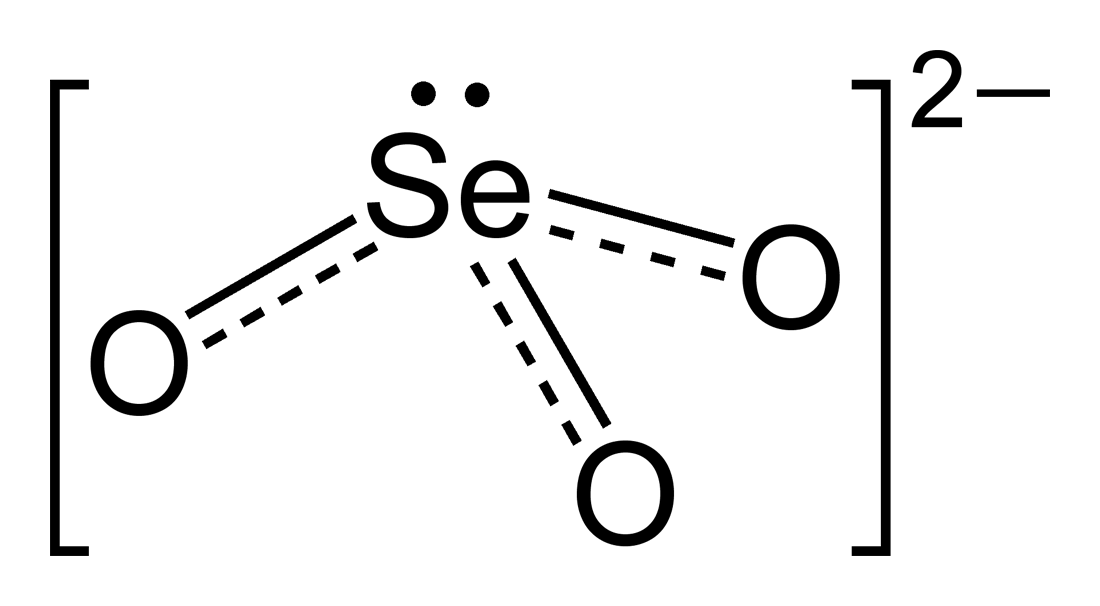
Estrctura del selenito

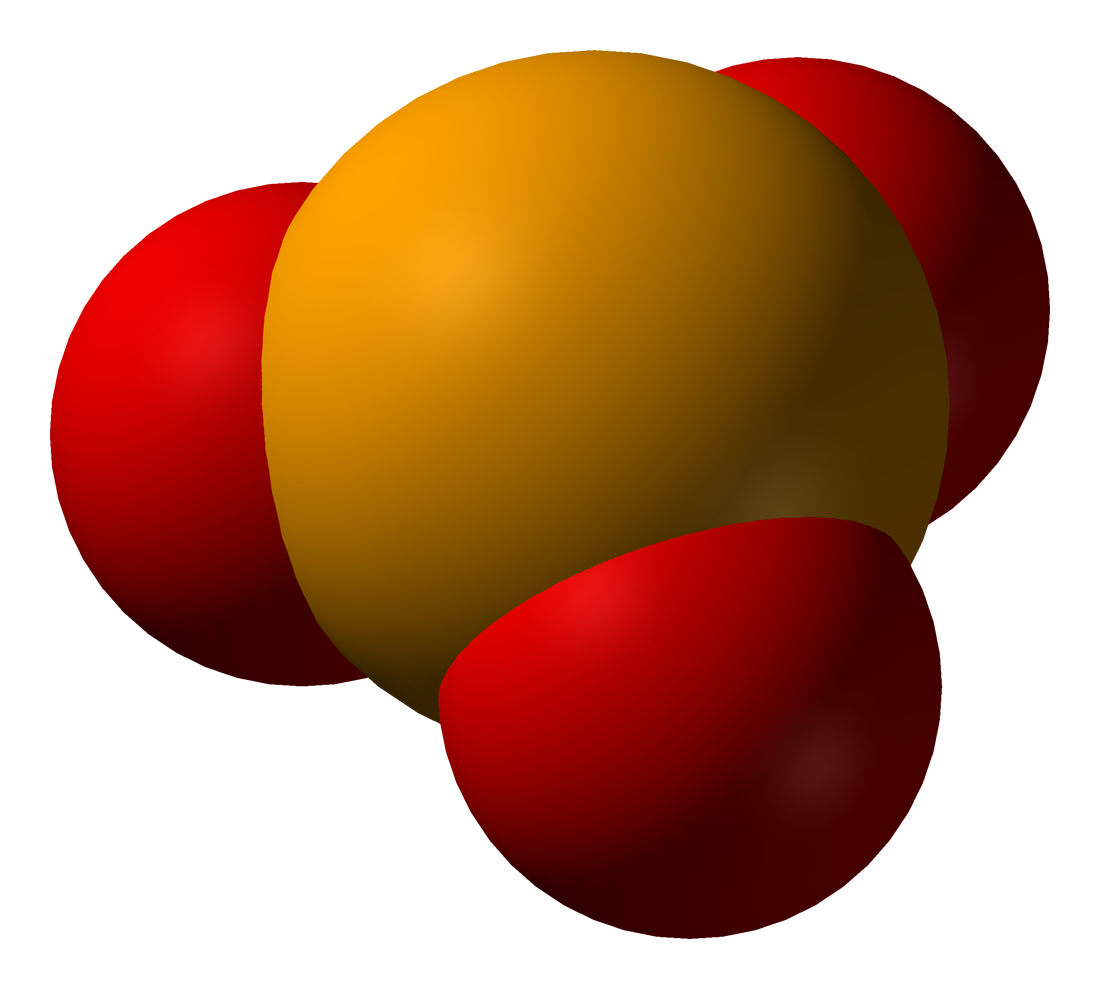
Modelo de espacio lleno del selenito

El selenito es un ion. Su fórmula química es SeO2−
3. Produce el ion hidrógeno selenito, HSeO−
3 en condiciones neutras. En condiciones ácidas produce ácido selenoso (H2SeO3). Normalmente se fabrican calentando óxidos metálicos con dióxido de selenio.
Un ejemplo sería el selenito de sodio.
Na2O + SeO2 → Na2SeO3
Los selenitos son agentes oxidantes débiles. 